# Бєлкін Олександр Микитович
Олекса́ндр Мики́тович Бєлкін (5 серпня 1918; село Івачево Володимирської області Росія — 12 липня 1984; місто Севастополь, Україна) — Герой Радянського Союзу (4 лютого 1944), полковник (1975).

## Біографія
Народився 5 серпня 1918 року в селі Івачево нині Гороховецького району Володимирської області. У 1931 році закінчив школу-семирічку в Москві. Працював слюсарем на заводі. В 1937 році закінчив Кіровський аероклуб м. Москви.
В армії із січня 1938 року. У 1938 році закінчив Борисоглебську військову авіаційну школу льотчиків (ВАШЛ). Був на льотно-інструкторській роботі: в Читинській ВАШЛ (1938—1939), Батайської ВАШЛ (1939—1941) і Армавірській ВАШЛ (березень-жовтень 1941). У жовтні 1941 року пройшов перенавчання в 14-му запасному авіаційному полку (місто Рибінськ) і був спрямований у 24-й винищувальний авіаційний полк.
Учасник Німецько-радянської війни: у березні-червні 1942 — командир ланки 24-го винищувального авіаційного полку (Північно-західний фронт). Брав участь в Дем'янській операції.
В 1943 році закінчив Липецькі Курси удосконалення командного складу. У січні-березні 1943 року — заступник командира авіаескадрильї 2-го запасного авіаційного полку (селище Сейму Горьковської області).
З квітня 1943 року знову на фронті. У квітні-липні 1943 р. — командир авіаескадрильї 31-го винищувального авіаційного полку. У липні 1943 р. — серпні 1944 р. — заступник командира, штурман авіаескадрильї, а потім командир авіаескадрильї 164-го винищувального авіаційного полку.
У серпні 1944 р. — травні 1945 р. — командир ланки 116-го винищувального авіаційного полку. Воював на Південно-західному і 3-му Українському фронтах. Брав участь у звільненні Донбасу, Південної України, Угорщини, Югославії й Австрії. За час війни вчинив 385 бойових вильотів на винищувачах ЛаГГ-3 і Ла-5, в 78 повітряних боях збив особисто 22 та у складі групи 1 літак супротивника.
За мужність і героїзм, проявлені у боях, Указом Президії Верховної Ради СРСР від 4 лютого 1944 року заступникові командира — штурманові авіаескадрильї 164-го винищувального авіаційного полку (295-та винищувальна авіаційна дивізія, 9-й змішаний авіаційний корпус, 17-та повітряна армія, 3-й Український фронт) старшому лейтенантові Белкину Олександру Никитичу присвоєно звання Героя Радянського Союзу з врученням ордену Леніна і медалі «Золота Зірка».
Після війни продовжував службу в стройових частинах ВПС (у Південній групі військ в Угорщині і Ленінградському військовому окрузі). В 1948 році закінчив Вищі офіцерські льотно-тактичні курси (місто Таганрог). Продовжував службу в авіації ППО.
В 1952 році був списаний з льотної роботи і призначений штурманом командного пункту штабу 103-ї винищувальної авіадивізії ППО. З грудня 1956 року підполковник О. М. Бєлкін — в запасі.

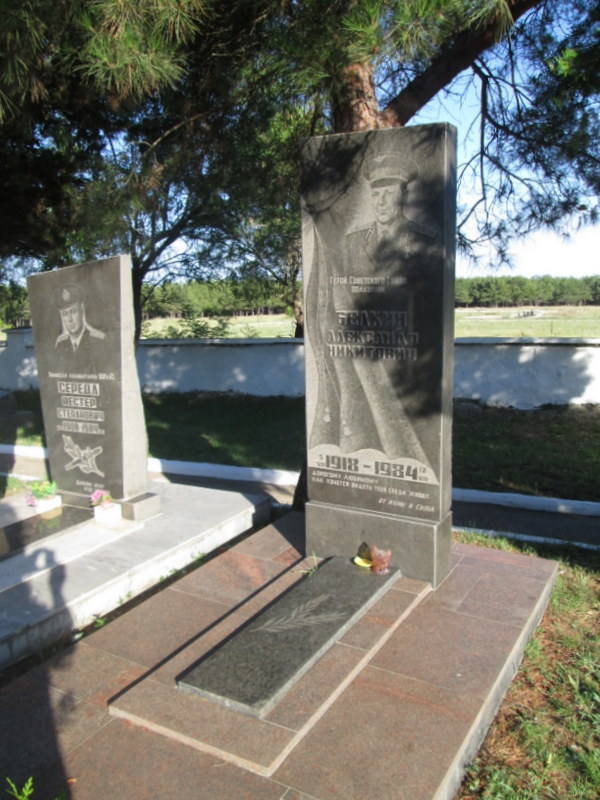
Могила Олександра Бєлкіна

Жив у місті Севастополь (Крим). Помер 12 липня 1984 року. Похований на меморіальному братському кладовищі Великої Вітчизняної війни (селище Деркачі в межах Севастополя).

## Нагороди
- Герой Радянського Союзу (4.02.1944)
- Орден Леніна (4.02.1944)
- 2 ордени Червоного Прапора (8.09.1943, 12.05.1945)
- Орден Червоної Зірки (1953)
- Медаль «За бойові заслуги» (24.06.1948)
- Інші медалі